# Gieląd Mały
Gieląd Mały (deutsch Klein Gehland) ist ein Ort in der polnischen Woiwodschaft Ermland-Masuren und gehört zur Landgemeinde Sorkwity (deutsch Sorquitten) im Powiat Mrągowski (Kreis Sensburg).

## Geographische Lage
Gieląd Mały liegt am südwestlichen Ufer des Jezioro Gielądzkie (deutsch Gehlandsee) in der südlichen Mitte der Woiwodschaft Ermland-Masuren, elf Kilometer westlich der Kreisstadt Mrągowo (deutsch Sensburg).

## Geschichte
Der kleine Gutsort Klein Gehland hieß um 1818 offiziell Klein Gelland. Im Jahr 1874 wurde der Gutsbezirk Klein Gehland in den neu errichteten Amtsbezirk Sorquitten (polnisch Sorkwity) aufgenommen, der zum Kreis Sensburg im Regierungsbezirk Gumbinnen (1905–1945 Regierungsbezirk Allenstein) in der preußischen Provinz Ostpreußen gehörte.
Am 30. September 1928 verlor Klein Gehland seine Eigenständigkeit und wurde in die Landgemeinde Alt Gehland eingegliedert.
Als 1945 das gesamte südliche Ostpreußen in Kriegsfolge an Polen überstellt wurde, war auch Klein Gehland davon betroffen. Der kleine Ort erhielt die polnische Namensform Gieląd Mały und ist heute eine Ortschaft innerhalb der Landgemeinde Sorkwity (Sorquitten) im Powiat Mrągowski (Kreis Sensburg), bis 1998 der Woiwodschaft Olsztyn, seither der Woiwodschaft Ermland-Masuren zugehörig.

### Einwohnerzahlen
| Jahr | Anzahl |
| ---- | ------ |
| 1818 | 9      |
| 1839 | 16     |
| 1871 | 29     |
| 1885 | 18     |
| 1898 | 23     |
| 1905 | 11     |
| 1910 | 6      |

## Kirche
Bis 1945 war Klein Gehland in die evangelische Kirche Sorquitten in der Kirchenprovinz Ostpreußen der Evangelischen Kirche der Altpreußischen Union sowie in die römisch-katholische Kirche Stanislewo (1931–1945 Sternsee, polnisch Stanclewo) im damaligen Bistum Ermland eingepfarrt. Heute gehört Gieląd Mały zur evangelischen Pfarrei Sorkwity in der Diözese Masuren der Evangelisch-Augsburgischen Kirche in Polen, außerdem zur katholischen Pfarrei Sorkwity im jetzigen Erzbistum Ermland in der polnischen katholischen Kirche.

## Verkehr
Gieląd Mały ist über einen Landweg von Stary Gieląd (Alt Gehland) direkt zu erreichen. Einen Anschluss an den Schienenverkehr gibt es nicht.